# Schouwia purpurea
Schouwia purpurea är en korsblommig växtart som först beskrevs av Peter Forsskål, och fick sitt nu gällande namn av Georg August Schweinfurth. Schouwia purpurea ingår i släktet Schouwia och familjen korsblommiga växter.

## Underarter
Arten delas in i följande underarter:
- S. p. purpurea
- S. p. schimperi